# Szowkowe (obwód kijowski)
Szowkowe (ukr. Шовкове) – wieś w południowo-wschodniej części (rejonie browarskim) obwodu kijowskiego Ukrainy. Miejscowość liczy 114 mieszkańców. Podlega wołoszyniwskiej silskiej radzie.